# Triphora interpres
Triphora interpres is een slakkensoort uit de familie van de Triphoridae. De wetenschappelijke naam van de soort is voor het eerst geldig gepubliceerd in 1918 door Melvill.